# Maiereignisse
Die Maiereignisse von Barcelona (oder auch Maitage, katalanisch: Fets de maig, spanisch: Jornadas de Mayo, Sucesos de Mayo, Hechos de Barcelona)  dauerten vom 4. Mai bis zum 8. Mai 1937, mitten im spanischen Bürgerkrieg. Mit diesem Begriff bezeichnet man die bürgerkriegsartigen Auseinandersetzungen innerhalb der republikanischen Zone zwischen den mit der Sowjetunion verbündeten Kommunisten der PCE und dem rechten Lager der Sozialisten (vereint im PSUC) einerseits, Teilen der Anarchosyndikalisten des Confederación Nacional del Trabajo (CNT), Anarchisten der FAI und Linksmarxisten der POUM andererseits.

## Vorgeschichte
Die Niederschlagung des franquistischen Aufstandes in Barcelona gelang hauptsächlich durch die gewerkschaftlich organisierte und bewaffnete Arbeiterschaft. Anarchisten und Anarchosyndikalisten übten in der ersten Phase des Bürgerkrieges in Barcelona und ganz Katalonien großen Einfluss über das Zentralkomitee der antifaschistischen Milizen aus, traten jedoch, aufgrund des Widerspruchs mit dem Anarchismus nicht in die katalanische Regierung, die Generalitat de Catalunya ein. Zu Beginn eine machtlose Institution gewann die Generalitat jedoch bald wieder einigen Handlungsspielraum. Diese Tatsache sowie eine gewisse Naivität ihrer Anführer bewirkte, dass CNT und FAI bald Boden an die vereinigten Sozialisten und Kommunisten des PSUC verloren. Diese waren bestrebt, die Selbstverwaltung der Betriebe kriegswirtschaftlichen Erfordernissen unterzuordnen und überhaupt, im Verband mit bürgerlichen Kräften, die soziale Revolution zu unterbinden.
Ein weiteres Konfliktfeld war das zwischen den Kommunisten stalinistischer Prägung und der linksmarxistischen POUM, der in Katalonien eine seiner Bastionen hatte. In einer Hetzkampagne wurde die POUM als trotzkistisch diffamiert sowie als fünfte Kolonne Francos. Die Kommunisten warteten nur auf eine Gelegenheit, diese Konkurrenz loszuwerden.

## Verlauf

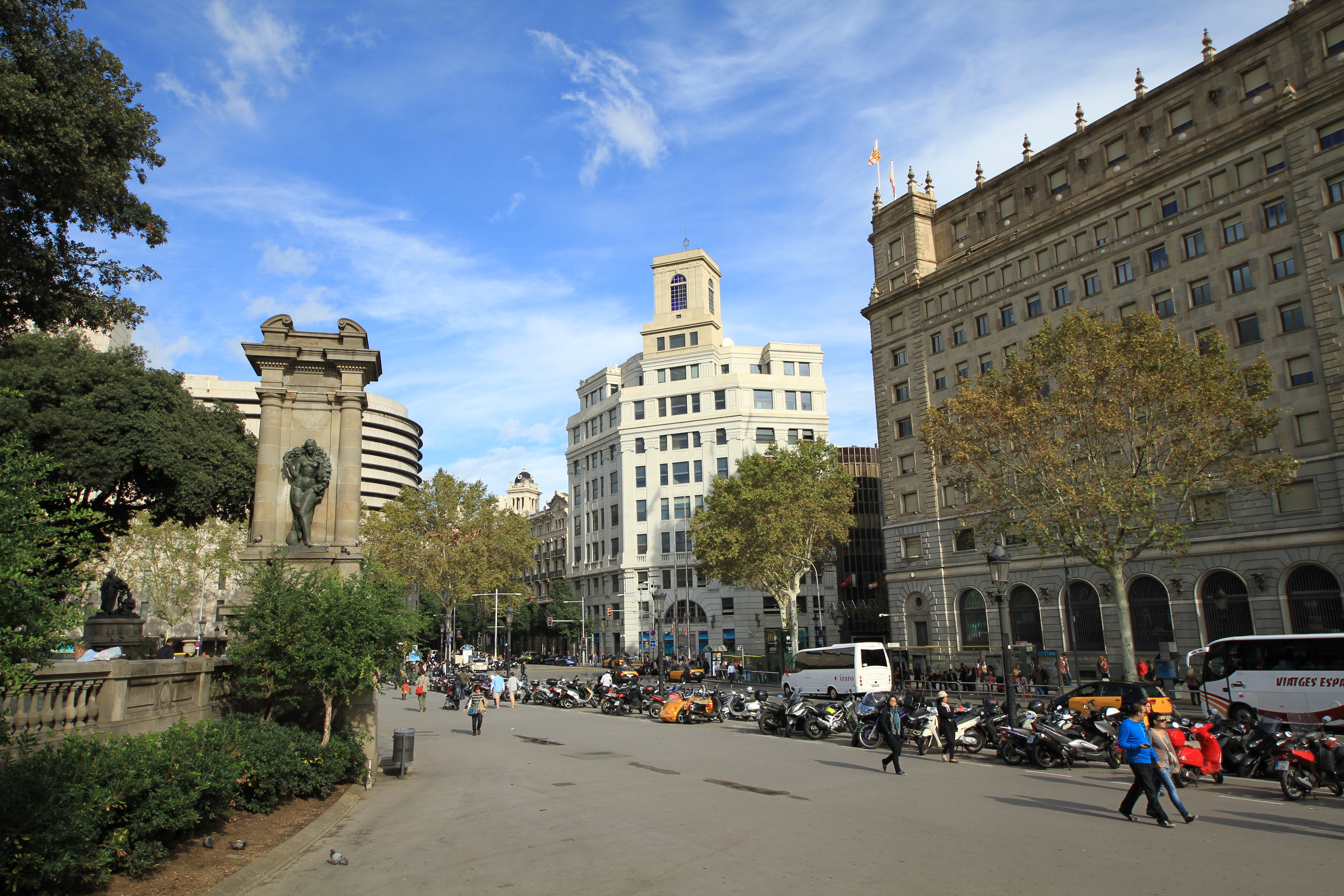
Das Gebäude der Telefónica an der Ostecke der Plaça de Catalunya. Das Eckgebäude besaß 1937 eine runde Kuppel.

Am 3. Mai 1937 befahl der kommunistische Polizeichef Eusebio Rodríguez Salas die Guardia Civil und die Sturmgarde in drei Mannschaftswagen die Telefónica an der Plaça de Catalunya in Barcelona zu besetzen, die seit Beginn des Bürgerkrieges von Anarchisten kontrolliert wurde und für den Telefonverkehr ins Ausland von entscheidender Bedeutung war. Die Anarchisten und die POUM sahen darin den Beginn eines Angriffs auf sie selbst: Der „Krieg im Krieg“ hatte begonnen. Ihre bewaffneten Mitglieder in der Telefónica wehrten sich heftig. Als sich die Nachricht von der Schießerei in der Stadt verbreitete, traten viele Arbeiter in der Stadt spontan in den Streik, Barrikaden wurden überall in der Stadt errichtet. Bewaffnete Milizen der POUM und der CNT/FAI kämpften sich im Straßenkampf in die von der Guardia Civil und den pro Sowjet-Kommunisten gehaltenen Stadtviertel vor und beherrschten am 4. Mai Barcelona größtenteils. 
Zu Beginn der Kämpfe, am 5. Mai, brachen zudem 1500 Milizionäre von der anarchistischen Kolonne Roja y Negra, der Lenin-Division der POUM und der 128. Brigade der 28. Division von der Aragon-Front nach Barcelona auf. Sie wurden bei Binéfar von republikanischen Flugzeugen angegriffen. Nach Verhandlungen kehrte die Einheit aber zur Front zurück. Zur gleichen Zeit zog die Zentralregierung von der Front am Jarama Einheiten ab und beorderte diese nach Madrid. Zudem beorderte die Spanische Regierung zwei Kriegsschiffe, die Zerstörer Lepanto und Sánchez Barcaiztegui, mit paramilitärischen Einheiten von Valencia nach Barcelona.
Die Regierung Francisco Largo Caballeros und die Generalitat Kataloniens riefen hierauf zur Waffenruhe auf und entsandten die anarchistischen Minister Juan García Oliver und Federica Montseny von Valencia zur Vermittlung eines Waffenstillstands nach Barcelona. Als sich herausstellte, dass dies nicht erfolgreich war, forderte Negrín von Largo Caballero den Einsatz von republikanischen Truppen. Einer der Führer der ERC, Lluís Companys, der auch die katalanischen Generalitat leitete, übte seinerseits großen Druck auf Largo Caballero aus, nicht die katalanische Autonomie durch Einsatz von Truppen der Zentralregierung zu brechen. Am 6. Mai wurde eine Anzahl von prominenten Anarchisten in ihren Wohnungen von Todesschwadronen ermordet. Am Folgetag trafen mehr als 6.000 Mann der Sturmgarde („Guardia de Asalto“) mit den zwei Zerstörern aus Valencia ein und übernahmen zeitweilig die Kontrolle über Barcelona. Erst am 8. Mai endeten die Unruhen gänzlich. Schätzungen zufolge starben bei diesen Mai-Unruhen 400 Menschen.